# 國軍歷史文物館

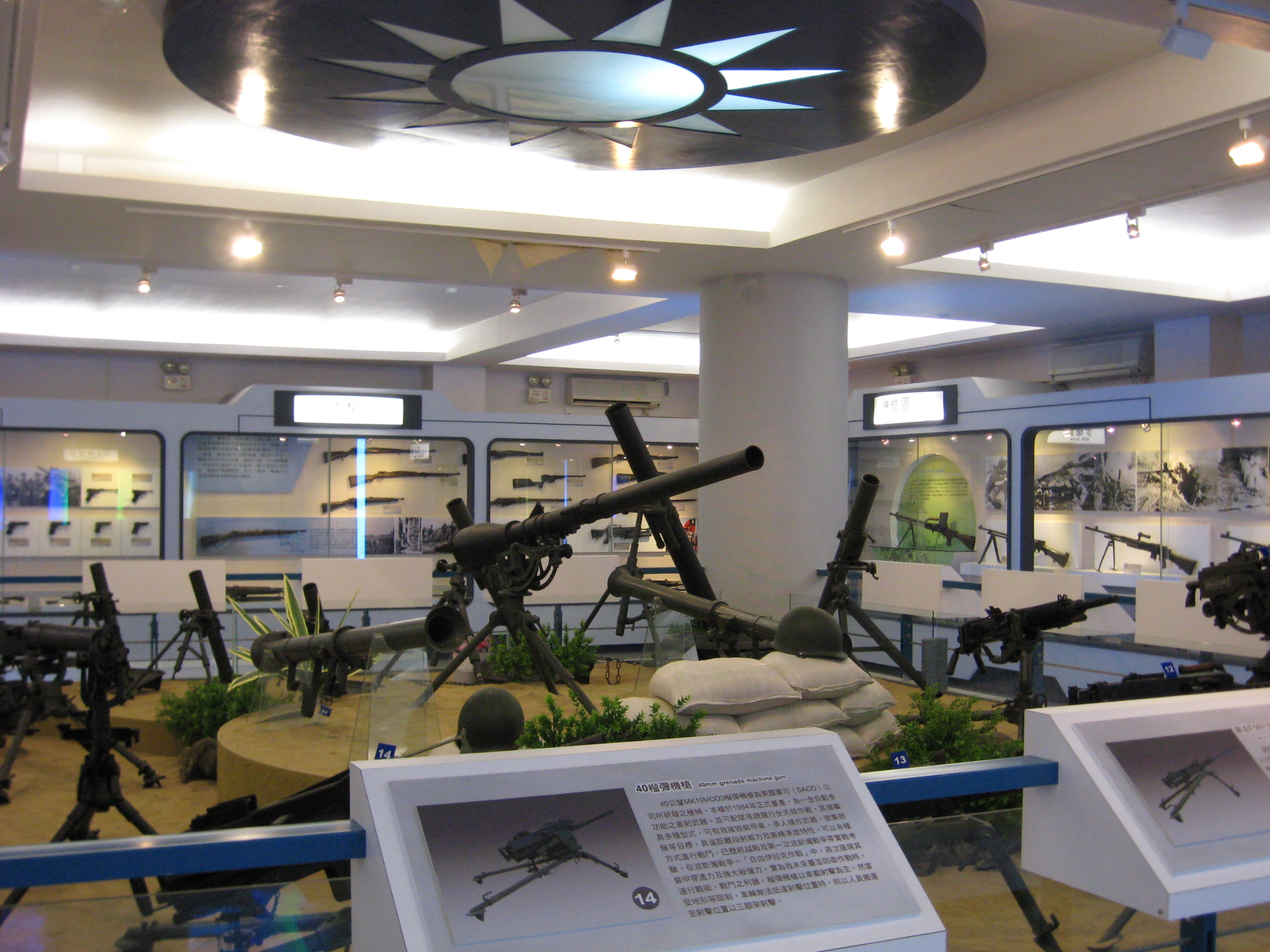
國軍歷史文物館第五陳展室：國軍兵器室

國軍歷史文物館（英語：Armed Forces Museum），簡稱軍史館，是中華民國的國立軍事博物館，位於臺北市中正區貴陽街一段243號，全館樓高3層，各樓層總面積約450坪。隸屬中華民國國防部政務辦公室史政編譯處，於1961年10月31日由時任部長俞大維揭幕，並於2021年12月30日閉館，將由預計於2025年完工的國家軍事博物館取代。
建館目的在弘揚孫中山革命建國艱辛歷程，介紹中華民國國軍自黃埔建軍至今各時期歷史脈動，為政府遷臺後最早興建之軍史宣教場所。常設展覽有「黃埔建軍與北伐統一」、「對日抗戰」、「戡亂暨臺海戰役」、「整軍經武」、「國軍兵器室」。
其中展有國民革命軍總司令旗、總司令印及蔣中正黃埔佩劍、指揮刀、統帥權杖等物。

## 館史
1960年底，國防部史政局籌建「國軍歷史文物館」，館址選定臺北市城中區貴陽街一段；同時成立設計小組，中華民國國軍各軍種總司令部協助支援建館。隔年10月國軍歷史文物館完工，同月31日揭幕。
1999年6月19日，軍史館發生軍史館命案，負責看管軍史館的二兵於館內性侵並殺害女學生。
2004年至2006年期間軍史館進行裝修，2004年完成外牆「入口意象」整修及1樓第一陳展室重新裝潢。隔年進行中央區域整修工程及第二、三、四陳展室重新裝潢。2006年進行第五陳展室重新裝潢，並在同年10月完成裝修；此外，同年5月1日任命朱偉康為首任館長。
2015年7月13日行政院核定新建國家軍事博物館，同年10月24日舉辦新建宣告典禮，並將軍史館內展品遷入國家軍事博物館內。2021年12月30日軍史館閉館、土地撥交財政部國有財產署，2025年展開軍史館拆除作業。

## 歷任首長

### 國軍歷史文物館
| 任次 | 姓名   | 就職時間       | 卸任時間       | 備註 |
| ---- | ------ | -------------- | -------------- | ---- |
| 1    | 朱偉康 | 2006年5月1日   | 2006年12月31日 |      |
| 2    | 陳信誠 | 2007年1月1日   | 2008年1月31日  |      |
| 3    | 洪志生 | 2008年2月1日   | 2010年8月15日  |      |
| 4    | 鄧克雄 | 2010年8月16日  | 2010年8月22日  |      |
| 5    | 陳溪松 | 2010年8月23日  | 2012年12月14日 |      |
| 6    | 陳天民 | 2012年12月15日 | 2015年4月30日  |      |
| 7    | 林倩如 | 2015年12月1日  | 迄今           | 現任 |

## 外部連結
- 國軍歷史文物館 （页面存档备份，存于）